# Cheryl Gillan
Dame Cheryl Elise Kendall Gillan (Cardiff,  29 april 1952 - Epson,  4 april 2021) was een Britse politica voor de Conservative Party. Van 1992 tot haar overlijden in 2021 was zij lid van het Britse Lagerhuis namens het kiesdistrict Chesham and Amersham. Van 2010 tot 2012 was zij minister voor Wales in de Regering van David Cameron.
Zij verzette zich hevig tegen de aanleg van de Hs2 de hogesnelheidslijn die mogelijk door haar kiesdistrict zou komen te liggen. 
Daarnaast was zij als parlementslid voorzitter van de all party parlementary group of autism. In die hoedanigheid heeft zij zich in gezet voor betere ondersteuning en meer begrip voor mensen met autisme. In 2009 werd de door haar ingediende Autism act van kracht. Deze wet moet ervoor zorgen dat mensen met autisme makkelijker en sneller toegang tot hulp krijgen.
Ze overleed na een lang ziekbed op 68-jarige leeftijd aan de gevolgen van kanker.
Bij de tussentijdse verkiezingen die volgde op haar overlijden ging de zetel van haar kiesdistrict verloren aan de Liberal Democrats.